# Magnet (Nebraska)
Magnet je selo u američkoj saveznoj državi Nebraska. Prema popisu stanovništva iz 2010. u njemu je živjelo 57 stanovnika.